# Kostel svatého Josefa (Žulová)
Římskokatolický farní kostel svatého Josefa v Žulové se nachází ve městě Žulová na Jesenicku. Vznikl na místě gotického hradu Frýdberk, jehož zachovaná bergfritová věž byla využita jako kostelní věž s drobnou nástavbou zvonice. K věži, která je dominantním prvkem chrámu, byl v letech 1809–1810 přistavěna jednolodní budova vlastního kostela v jednoduchém klasicistním stylu.

## Historie
Žulová získala roku 1793 definitivně statut města a začal její hospodářský rozvoj jako sídla vrchnostenské správy i střediska těžby kamene, postrádala však duchovní správu – náležela k farnosti ve Skororošicích – a od uzavření poutní kaple na Boží hoře roku 1785 v důsledku josefinských reforem byla i bez kostela. Již po zrušení této kaple roku 1785 a znovu po získání městského statutu roku 1793 žádalo město o povolení výstavby kostela. Teprve roku 1798 získalo město svolení od vrchnosti, vratislavského biskupa, i od zemských úřadů, ale finanční potíže za napoleonských válek stavbu oddálily. Bezprostředním podnětem k skutečné stavbě kostela byla skutečnost, že na ni roku 1800 odkázal částku 1100 zlatých mlynář Franz Meisel z Vápenné, ale pod podmínkou, že bude vystavěn do deseti let.
Jako pozemek pro stavbu kostela věnoval roku 1805 vratislavský biskup objekt bývalého hradu Frýdberk, který byl po zničení za třicetileté války jen nejnutněji opraven a sloužil jako pivovar; vedle toho poskytl zdarma stavební materiál. 4. března 1809 byly zahájeny stavební práce, na podzim následujícího roku byla stavba dokončena a 4. listopadu vysvěcena biskupským komisařem Johannem Rotherem.
Ze stávající zástavby byla využita mohutná hradní věž, k níž byla přistavěna loď kostela, a kolem kostela v prostoru vymezeném hradbami starého hradu byl umístěn hřbitov. V roce 1813 byla u kostela zřízena duchovní správa (lokalie, od roku 1870 farnost), jejímž patronem byla vrchnost, tj. vratislavský biskup. Na faru byl přestavěn bývalý dům sládka, nacházející se již mimo vlastní areál kostela.
Vybavování kostela probíhalo pomalu, definitivní zařízení pochází až z 2. poloviny 19. století: roku 1860 získal kostel nový zvon, roku 1863 hlavní oltářní obraz, roku 1875 samotný hlavní oltář, sochařskou a obrazovou výzdobu pak postupně zejména v letech 1875–1900.
Na počátku 20. století se projevilo vychylování zdí, zejména v jejich navázání na středověké zdivo bergfritu. Musela proto v letech 1903–1904 proběhnout podstatná renovace, kdy byl zcela nahrazen krov (dosavadní vysoká špičatá střecha byla nahrazena střechou podstatně plošší, aby se snížilo zatížení obvodových zdí) i část zdiva, jež muselo být nově ukotveno; zásahy z této doby jsou zvenčí dosud patrné. Při té příležitosti získal kostel v podstatě nynější výmalbu, již vyhotovil malíř Alois Bauch z Vidnavy.
Za první republiky byl mj. pořízen na věž hodinový stroj od firmy R. Thöndel (1920), pořízen druhý z dosud zachovaných zvonů (asi 1923) a roku 1932 byly instalovány stávající varhany namísto nedostačujících starých, datujících se z doby výstavby kostela.
Po odsunu původního německého obyvatelstva v letech 1945–1946 byla Žulová dosídlena jen zčásti, navíc od nástupu komunismu ubývalo věřících a péče státu i obce o kostel nebyla důsledná, přesto byl v letech 1963–1964 kostel zčásti nově vymalován a stávající malby opraveny. Roku 1963 byl rovněž prohlášen za kulturní památku, jíž je dosud. Zásadnější opravy, především střechy, se kostel dočkal až po roce 1989 za finančního přispění vysídlenců z Rakouska; byly instalovány též nové věžní hodiny a v roce 2010 opraveny kostelní varhany.

## Popis
Kostel sv. Josefa se nachází na severovýchod od středu města Žulová, na poměrně výrazném ostrohu nad soutokem Stříbrného a Vápenného potoka, na jižním straně přerušeném vysekaným příkopem překlenutým kamenným mostem z roku 1846, který zajišťuje přístup do areálu kostela.
Dominantním prvkem kostelní stavby je válcová bergfritová věž z lomového kamene; v dolní části má průměr 11 metrů a stěny silné až 4 metry. Byla patrně součástí již původní podoby hradu z počátku 14. století a zřejmě nikdy nebyla omítnuta. V zachované výšce dosahuje asi 37 metrů. Poslední 5. patro, které neslo krakorce, na nichž spočíval zděný ochoz s cimbuřím, bylo sneseno při přestavbě na kostel; namísto něho byla postavena užší oktogonální přístavba zvonice zakončená pozdně barokní cibulovou věžičkou. Věž původně zřejmě nebyla přístupná z přízemí, ale až v prvním patře; mezi 1. a 3. patrem se v síle zdiva zachovalo schodiště. Přízemí věže bylo při stavbě kostela proraženo cihlovým průchodem s valenou klenbou s lunetovými výsečemi.
Přistavěná loď kostela je netradičně orientována na sever, aby byla co nejvíce využita původního hradního prostoru, který má zhruba formu oválu se severojižní delší osou; závěr kněžiště je postaven na původním středověkém zdivu. Jinak má loď formu obdélníka se zúženým kněžištěm a sakristií na evangelní straně; k věži přiléhá předsíň s kůrem a varhanami, loď je zaklenuta dvěma poli, samostatnou klenbu má kněžiště. Vnější forma stavby je v zásadě klasicistní, vnitřní zaklenutý prostor spíše pozdně barokní.
Výmalba kostela byla obnovena v letech 1963–1964, kdy kostel zčásti nově vymaloval malíř Petr Klíč z Bernartic; zčásti pak opravil staré malby, zejména dva obrazy na dvou polích klenby nad lodí od malíře Aloise Baucha z Vidnavy z roku 1904, zobrazující sv. Josefa jako patrona katolické církve a smrt sv. Josefa. Malba na klenbě nad kněžištěm znázorňuje uctívání Božího beránka.
Do lodi kostela je prolomeno osmi obloukově zaklenutých oken, další dvě okna v kněžišti nesou vitráže ze 30. let 20. století.
Vnitřní vybavení kostela pochází z největší části z konce 19. století. Novoklasicistní hlavní oltář byl pořízen roku 1875. Hlavní oltářní obraz zobrazující patrona kostela svatého Josefa s dítětem Ježíšem vznikl na objednávku vratislavského biskupa roku 1863 a namaloval ho vídeňský malíř Karl Madjera (1828–1875).
Interiér kostela zdobí několik dřevěných polychromovaných soch, z nichž nejstarší je socha Neposkvrněné P. Marie z roku 1875, doplněná protějškovou sochou Nejsvětějšího Srdce Páne. Ze soch jsou nejcennější sochy čtyř evangelistů na zdi u oltáře (1894), jež pocházejí z doby působení faráře Johanna Junga (1892–1896). Byly vyrobeny v dosud fungující dílně řezbáře Ferdinanda Stuflessera (zal. 1875) ve známém řezbářském středisku Val Gardena (Gröden) v jižním Tyrolsku. Ze stejné doby (1895) pochází i křížová cesta s vyřezávanými rámy a o něco později přibyla i nynější vyřezávaná kazatelna.
Ve věži kostela se zachoval pozoruhodný hodinový stroj od firmy R. Thöndel z roku 1920 a dva z původních tří zvonů, zvon Panny Marie datovaný na obrubě rokem 1826 a druhý menší pocházející zřejmě z roku 1923. Na kůru jsou nedávno (2010) restaurované varhany z roku 1932.
Kostel je od svého zřízení obklopen hřbitovem, který zaujímá veškerý prostor uvnitř hradeb bývalého hradu.